# Vilson Džoni
Vilson Džoni (Spalato, 24 settembre 1950) è un ex calciatore jugoslavo con cittadinanza croata, di ruolo difensore.

## Caratteristiche tecniche
Era un terzino destro veloce che sapeva portare un'ottima spinta sulla fascia.

## Carriera

### Club
Debuttò nell'Hajduk Spalato il 6 luglio 1969, subentrando al secondo tempo al posto di Miroslav Bošković nella trasferta contro il Vojvodina. 
Giocò nelle file dei spalatini ma nonostante 10 buone stagioni coi bili (coi quali conquistò 3 titoli jugoslavi e 5 coppe di Jugoslavia consecutive), giocò la migliore delle sue stagioni con gli eterni rivali dell'Hajduk, la Dinamo Zagabria, dove si trasferì perché in disaccordo con la dirigenza dei bianchi l'anno in cui venne eletto come miglior giocatore della stagione calcistica. Dopo la Dinamo, giocò brevemente nello Schalke 04 e, dopo una stagione di assenza dai campi di gioco, divenne uno dei migliori giocatori dello Wattenscheid coi quali giocò 130 partite.
Molti lo considerano tra i migliori calciatori croati di tutti i tempi. Attualmente lavora nel settore giovanile dell'Hajduk.

### Nazionale
Con la Nazionale jugoslava debuttò a Zagabria il 28 settembre 1974 nella partita amichevole contro l'Italia.
La sua ultima partita con la nazionale risale al 15 novembre 1978 contro la Grecia ad Skopje.
Indossò la maglia della nazionale per un totale di quattro partite.

## Statistiche

### Cronologia presenze e reti in nazionale
| Cronologia completa delle presenze e delle reti in nazionale ― Jugoslavia | Cronologia completa delle presenze e delle reti in nazionale ― Jugoslavia | Cronologia completa delle presenze e delle reti in nazionale ― Jugoslavia | Cronologia completa delle presenze e delle reti in nazionale ― Jugoslavia | Cronologia completa delle presenze e delle reti in nazionale ― Jugoslavia | Cronologia completa delle presenze e delle reti in nazionale ― Jugoslavia | Cronologia completa delle presenze e delle reti in nazionale ― Jugoslavia | Cronologia completa delle presenze e delle reti in nazionale ― Jugoslavia |
| Data                                                                      | Città                                                                     | In casa                                                                   | Risultato                                                                 | Ospiti                                                                    | Competizione                                                              | Reti                                                                      | Note                                                                      |
| ------------------------------------------------------------------------- | ------------------------------------------------------------------------- | ------------------------------------------------------------------------- | ------------------------------------------------------------------------- | ------------------------------------------------------------------------- | ------------------------------------------------------------------------- | ------------------------------------------------------------------------- | ------------------------------------------------------------------------- |
| 28-9-1974                                                                 | Zagabria                                                                  | Jugoslavia                                                                | 1 – 0                                                                     | Italia                                                                    | Amichevole                                                                | -                                                                         |                                                                           |
| 30-10-1974                                                                | Belgrado                                                                  | Jugoslavia                                                                | 3 – 1                                                                     | Norvegia                                                                  | Qual. Euro 1976                                                           | -                                                                         |                                                                           |
| 4-10-1978                                                                 | Zagabria                                                                  | Jugoslavia                                                                | 1 – 2                                                                     | Spagna                                                                    | Qual. Euro 1980                                                           | -                                                                         |                                                                           |
| 15-11-1978                                                                | Skopje                                                                    | Jugoslavia                                                                | 4 – 1                                                                     | Grecia                                                                    | Coppa dei Balcani                                                         | -                                                                         |                                                                           |
| Totale                                                                    |                                                                           | Presenze                                                                  | 4                                                                         |                                                                           | Reti                                                                      | 0                                                                         |                                                                           |

## Palmarès

### Club

#### Competizioni nazionali
- Campionato jugoslavo: 3

Hajduk Spalato: 1970-1971, 1973-1974, 1974-1975
- Kup Maršala Tita: 5

Hajduk Spalato: 1971-1972, 1973, 1974, 1975-1976, 1976-1977